# Méthylisobutylcétone
La méthylisobutylcétone (souvent noté MIBC ou MIBK en anglais) est un solvant organique utilisé dans l'industrie chimique, plastique et des peintures.

## Production et synthèse
La production de la méthylisobutylcétone peut se faire à partir de l'acétone. Quatre voies de synthèse sont possibles:
- En 3 étapes : 2 molécules d'acétone réagissent par une condensation aldolique pour former le 4-hydroxy-4-méthylpentane-2-one. Une déshydratation de ce dernier à l'aide d'un acide (acide sulfurique ou phosphorique pour une bonne sélectivité) donne l'oxyde de mésityle. Et la troisième étape consiste en une hydrogénation à l'aide d'hydrogène et d'un catalyseur tel le palladium. Cette méthode est la plus utilisée industriellement.

- En 2 étapes : Les 2 molécules d'acétone réagissent pour donner directement l'oxyde de mésityle en une seule étape. Cette réaction nécessite des catalyseurs tels les chromite de cuivre ou le phosphate de zirconium. Suit l'hydrogénation avec le palladium ou l'oxyde d'aluminium. Le 4-méthylpentan-2-ol est formé comme coproduit.
- En 1 étape : L'acétone est directement transformée en méthylisobutylcétone à l'aide d'un échangeur de cation et du palladium comme catalyseurs. L'acétone et l'hydrogène réagissent ensemble à 130 °C à une pression comprise entre 0.5 et 5 MPa. La sélectivité est supérieure à 95 % pour une conversion inférieure à 50 %.
- Comme coproduit de la déshydrogénation du propan-2-ol pour la production de l'acétone.

## Usage

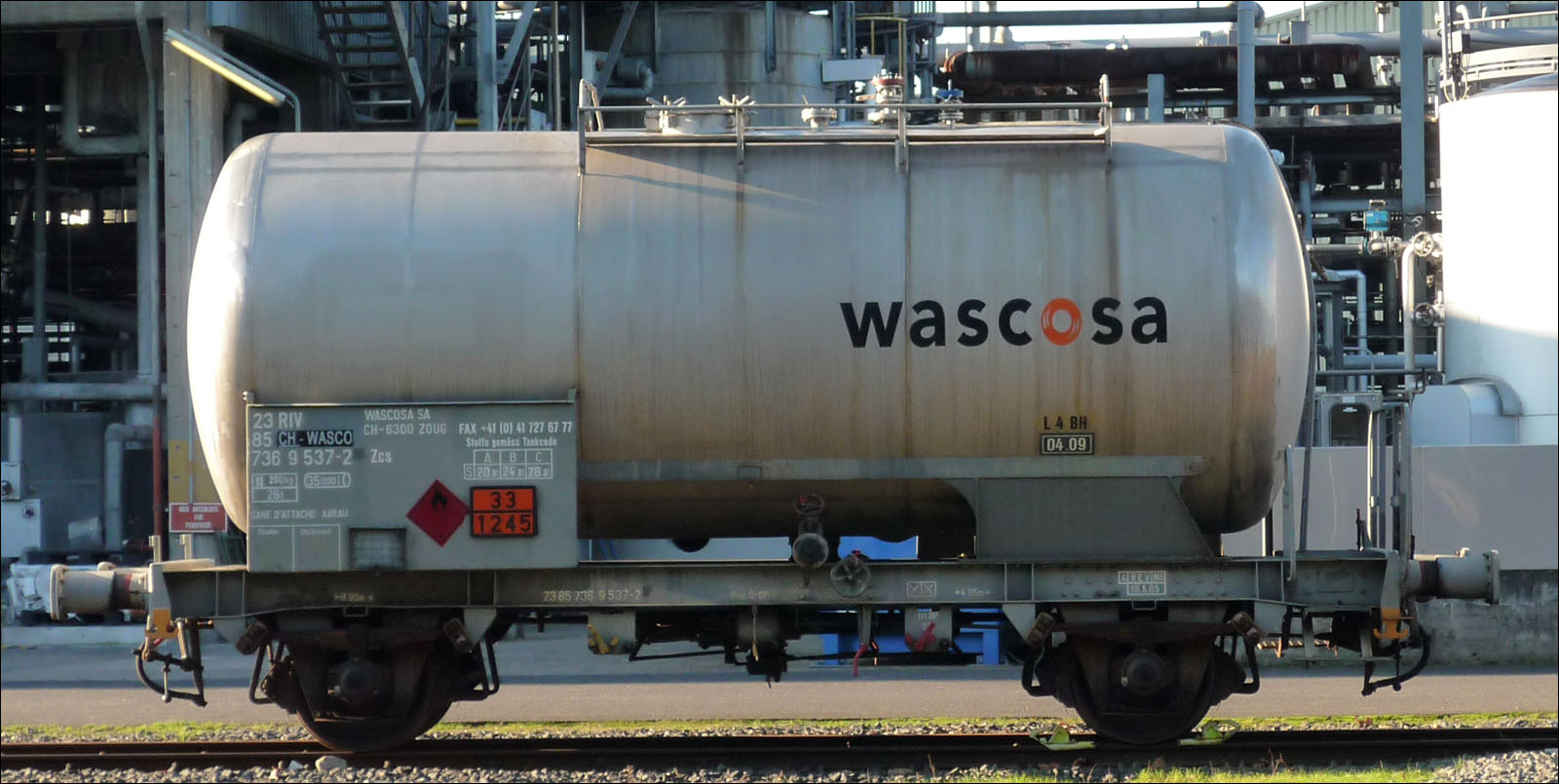
Citerne de MIBK en Europe.

L'application principale de ce composé chimique est la dilution de résines époxy, vinyles et acryliques particulièrement dans l'industrie des peintures et vernis. Il est également utilisé comme solvant d'extraction de produits organiques solubles dans l'eau.
La méthylisobutylcétone n'est pratiquement pas utilisée comme réactif si ce n'est pour la production du 4-méthylpentan-2-ol par hydrogénation. Le peroxyde qui se forme naturellement à partir d'une solution est utilisé comme initiateur de polymérisation de l'éthylène.